# 吕复
吕复（?—?），字元膺，浙江鄞县（今宁波）人，明朝医学家。

## 生平
年幼的时候父亲就去世了，“从师受经”。一次因为母亲重病而去求医问药，遇到当时的名医衢州人郑礼之，就跟随他学习医学。
吕复后来得到郑礼之所传的很多医书，涉及很多古代的很多药方和各种药物色脉的理论，吕复都自己亲自试验。
吕复搜罗购买了很多医书，不分昼夜研读，废寝忘食，并基于此外出行医，“取效若神”。
吕复曾被多次举荐担任仙居、临海的教谕，台州府的教授，但都没有去上任就职。

## 贡献
吕复对《黄帝内经》、《素问》、《灵枢》、《本草》、《难经》、《伤寒论》、《脉经》、《脉诀》、《病原论》、《太始天元玉册公诰》、《六微旨》、《五常政》、《玄珠密语》、《中藏经》、《圣济经》等前代医书，都有自己的辨析评论。对前代的著名医学家如扁鹊、仓公、华佗、张仲景、张子和、李东垣等，也都有自己的独到看法。

## 著作
- 《内经或问》
- 《灵枢经脉笺》
- 《五色诊奇眩》
- 《切脉枢要》
- 《运气图说》
- 《养生杂言》

吕复著作庞杂。浦江人戴良筛选其中治疗效果最显著的数十个范例，编为一部医案。

## 延伸阅读
[在维基数据编辑]
 《國朝獻徵錄·卷之七十八》，出自焦竑《國朝獻徵錄》
 《明史卷二百九十九》，出自《明史》